# Cameron Thomas
Cameron „Cam” Bouchea Thomas (ur. 13 października 2001 w Yokosuce) – amerykański koszykarz występujący na pozycji rzucającego obrońcy, obecnie zawodnik Brooklyn Nets.

## Osiągnięcia
Stan na 5 stycznia 2022, na podstawie, o ile nie zaznaczono inaczej.
NCAA
- Uczestnik rozgrywek II rundy turnieju NCAA (2021)
- Koszykarz roku Luizjany (2021)
- Najlepszy:
  - pierwszoroczny zawodnik roku Luizjany (2021)
  - nowo przybyły zawodnik konferencji Southeastern (SEC – 2021 przez USA Today)
- Zaliczony do:
  - I składu:
    - SEC (2021)
    - najlepszych pierwszorocznych zawodników:
      - Kyle Macy Freshman All-America (2021 przez CollegeInsider)
      - SEC (2021)

    - turnieju SEC (2021)
    - All-Louisiana (2021)

  - składu honorable mention All-American (2021 przez Associated Press)
- Lider:
  - NCAA w liczbie celnych rzutów wolnych (194 – 2021)
  - SEC w:
    - średniej punktów (23 – 2021)
    - liczbie:
      - punktów (668 – 2021)
      - celnych:
        - (203) i oddanych (500) rzutów z gry (2021)
        - (194) i oddanych (220) rzutów wolnych (2021)

      - oddanych rzutów za 3 punkty (209 – 2021)

    - skuteczności rzutów wolnych (88,2% – 2021)

NBA
- MVP letniej ligi NBA (2021)
- Zaliczony do I składu letniej ligi NBA (2021)